# Softswitch
Softswitch é um dispositivo central em uma rede de telecomunicações que conecta chamadas telefônicas s de uma linha telefônica a outra, através de uma rede de telecomunicações ou da Internet pública, inteiramente por meio de software rodando em um sistema de computador de rede geral. A maioria das chamadas landline são encaminhadas por hardware eletrônico construído especificamente; no entanto, soft switches usando servidores de propósito geral e tecnologia VoIP estão se tornando mais populares.
Esse serviço era feito antigamente por hardwares.
O Softswitch é tipicamente usado para controlar conexões no ponto de junção entre circuitos e pacotes de redes. Entretanto, a tecnologia moderna deu preferência para decompor esse dispositivo em um "call agent" e um "media gateway".
O "call agent" cuida das funções como cobrança, roteamento de ligações, sinalização, serviços de ligação entre outros. Um "call agent" pode controlar vários "Media Gateways" diferentes em áreas geograficamente dispersos por um link TCP/IP.
O "media gateway" conecta diferentes tipos de ligações digitais para criar um caminho para a mídia (voz e dados) na ligação. Pode-se ter interfaces para conectar as tradicionais redes PSTN como portas DS1 ou DS3 (no caso de redes não Estadunidenses E1 ou STM1), pode-se ter interfaces para conectar redes ATM e IP em um moderno sistema que tem interfaces Ethernets para conectar ligações VoIP. O "Call Agent" construirá o "Media Gateway" para conectar mídias entre essas interfaces para conectar a ligação - tudo transparente para os usuários finais.